# Kungshamn-Morgas naturreservat
Kungshamn-Morga, även kallat Morga hage, är ett privat ägt naturreservat i Knivsta kommuns nordvästra hörn vid sjön Ekoln. Reservatet som ägs av Stiftelsen Friherre Cederströms Minne är 1 152 hektar stort varav 629 hektar utgör ett markområde som rymmer varierad natur, skogar, strandängar och hagmarker. I området finns också badvänliga sandstränder. Skogsområdena består av ädellövskog, ekar och en samling tallar från 1600-talet. Uppsalaåsen löper genom reservatet.